# Geminorhabdus angolensis
Geminorhabdus angolensis är en skalbaggsart som först beskrevs av Thérond 1963.  Geminorhabdus angolensis ingår i släktet Geminorhabdus och familjen stumpbaggar. Inga underarter finns listade i Catalogue of Life.